# Mangabey enfumé
Mangabey enfumé ou Cercocèbe enfumé sont des noms vernaculaires qui peuvent désigner plusieurs espèces de singes cercopithécidés du genre Cercocebus.

## Espèces concernées
- Cercocebus atys Audebert, 1797[1],[2],[3], désigné également sous le nom de Singe vert mangabey[1].
- Cercocebus torquatus (Kerr in Linnaeus, 1792)[1], désigné également sous les noms de Cercocèbe à collier blanc[2],[3],[1], Mangabey à collier blanc[1], Mangabey à collier[2].